# Conseil départemental des Yvelines
Le conseil départemental des Yvelines est l'assemblée délibérante du département des Yvelines, collectivité territoriale décentralisée. Son siège se trouve à Versailles dans l'hôtel de la préfecture.

## Exécutif

### Vice-présidents actuels
À la suite de la séance d'installation du 1er juillet 2021 :
- 1er vice-président : Pierre Fond (UMP, canton de Sartrouville, chargé de l’Intercommunalité, interdépartementalité, Europe, Métropole de Paris)
- 2e vice-président : Marie Hèlène Aubert (UMP, Jouy en Josas, Autonomie et politique décentralisè)
- 3e vice-président : Karl Olive (DVD, Poissy, Communication et porte parolat)
- 4e vice-président : Catherine Arenou (déléguée à l’Insertion et à la rénovation urbaine
- 5e vice-président : Jean-François Raynal (UMP, Verneuil-sur-Seine, mobilités)
- 6e vice-président : Marie-Hélène Aubert (SE, Versailles 2, Autonomie)
- 7e vice-président : Alexandre Joly (SE, Houilles, Sports)
- 8e vice-président : Cécile Dumoulin (UMP, Limay, collèges)
- 9e vice-président : Olivier Lebrun (UMP, Versailles 2, famille)
- 10e vice-président : Marie-Célie Guillaume (UMP, Mantes-la-Jolie, Economie, formation professionnelle, enseignement supérieur)

### Anciens vice-présidents
De 2015 à 2021 : 
- 1er vice-président : Pierre Fond (UMP, canton de Sartrouville, chargé de l’Intercommunalité, interdépartementalité, Europe, Métropole de Paris)
- 2e vice-président : Catherine Arenou (UMP, Conflans-Sainte-Honorine, Insertion, politique de la ville)
- 3e vice-président : Ghislain Fournier (UMP, Chatou, nouvelle organisation territoriale, simplification administrative)
- 4e vice-président : Joséphine Kollmannsberger (UMP, Plaisir, Environnement, culture, tourisme)
- 5e vice-président : Jean-François Raynal (UMP, Verneuil-sur-Seine, mobilités)
- 6e vice-président : Marie-Hélène Aubert (SE, Versailles 2, Autonomie)
- 7e vice-président : Alexandre Joly (SE, Houilles, Sports)
- 8e vice-président : Cécile Dumoulin (UMP, Limay, collèges)
- 9e vice-président : Olivier Lebrun (UMP, Versailles 2, famille)
- 10e vice-président : Marie-Célie Guillaume (UMP, Mantes-la-Jolie, Economie, formation professionnelle, enseignement supérieur)
- 11e vice-président : Karl Olive (DVD, Poissy, haut débit, Communication)
- 12e vice-président : Pauline Winocour-Lefevre (UMP, Aubergenville, ruralités)

De 2010 à 2015 :
- 1er vice-président : Pierre Lequiller (UMP)
- 2e vice-président : Jean-François Bel (UMP)
- 3e vice-président : Hervé Planchenault (UMP)
- 4e vice-président : Ghislain Fournier (UMP)
- 5e vice-président : Yves Vandewalle (UMP)
- 6e vice-président : Pierre Fond (UMP)
- 7e vice-président : Jean-Marie Tétart (UMP)
- 8e vice-président : Jean-François Raynal (UMP)
- 9e vice-président : Maurice Solignac (UMP)
- 10e vice-président : Alexandre Joly (en) (DVD)
- 11e vice-président : Olivier Delaporte (UMP)

## Les conseillers départementaux
Le conseil général des Yvelines comprend 42 conseillers départementaux issus des 21 cantons des Yvelines.
| Président du Conseil départemental          |       |       |      |                            |
| Pierre Bédier (LR)                          |       |       |      |                            |
| Parti                                       | Sigle | Sigle | Élus | Groupes                    |
| Majorité (42 sièges)                        |       |       |      |                            |
| Les Républicains                            |       | LR    | 33   | Ensemble pour les Yvelines |
| Union des démocrates et indépendants        |       | UDI   | 4    | Ensemble pour les Yvelines |
| Divers droite                               |       | DVD   | 2    | Ensemble pour les Yvelines |
| Centre national des indépendants et paysans |       | CNIP  | 1    | Ensemble pour les Yvelines |
| VIA, la voie du peuple                      |       | VIA   | 1    | Ensemble pour les Yvelines |
| VIA, la voie du peuple                      |       | VIA   | 1    | Non-inscrite               |

## Identité visuelle (logo)

Logo des Yvelines (conseil général)[Quand ?].
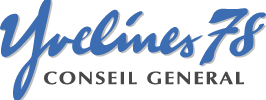
Logo des Yvelines (conseil général) de [Quand ?] à 2008.
Logo des Yvelines (conseil général) de 2008 à 2015.
Logo des Yvelines (conseil départemental) depuis 2015.